# Нефертари (XVIII династия)
Нефертари — древнеегипетская великая царица, супруга фараона Тутмоса IV из XVIII династии.

## Биография
Её происхождение неизвестно. Вероятно, она происходила из простой семьи. На нескольких изображениях она и царица Тиаа представлены богинями, сопровождающими Тутмоса. На 7-й год его правления великой царицей стала принцесса Ярет, следовательно, Нефертари либо умерла, либо отодвинута на задний план, когда Ярет достигла брачного возраста.
Нефертари изображена рядом с супругом перед богами на восьмой стеле в Гизе. Также она представлена на стеле, найденной в Луксорском храме и упомянута на скарабее из Гуроба. После смерти Тутмоса его наследником и следующим фараоном стал Аменхотеп III, его сын от царицы Мутемуйи.

### Титулы
Нефертари носила следующие титулы:
- Наследная знать (iryt-p`t),
- Возлюбленная (wrt-hzwt),
- Мать божественного (mwt-ntr),
- Изящная (wrt-im3t)
- Великая царская супруга (hmt-niswt-wrt),
- Жена фараона (hmt-nisw),
- Объединённая белой короной (khnmt-nfr-hdjt),
- Дочь фараона (s3t-niswt),
- Сестра фараона (snt-niswt)